# Warri
Warri este un oraș din statul Delta, Nigeria. Are peste 500.000 de locuitori.